# アデルバート・ウォルドロン
アデルバート・F・「バート」・ウォルドロン3世（英語: Adelbert F. "Bert" Waldron III 1933年3月14日 – 1995年10月18日）はアメリカの軍人。第9歩兵師団の狙撃兵としてベトナム戦争に従軍。同戦争での射殺最多記録保持者である他、2011年にクリス・カイルが更新するまで、米軍最多である109名の射殺記録を保持していた。

## 生涯
父アデルバート・ウォルドロンと母アデライン・バクスター・ウォルドロンとの間に生まれる。二人の姉妹がいる。
海軍で12年間勤務した後、陸軍に入隊。第9歩兵師団第60歩兵連隊第3大隊B中隊に配属された。ベトナムではタンゴ（機動揚陸艇LCM (6)の派生型）や河川哨戒艇に乗り組み、南ベトナム解放民族戦線が活動するメコン・デルタの巡警に当たった（ブラウンウォーター・ネイビー）。航行する哨戒艇から900ヤードの狙撃に成功したこともあった。狙撃では主にM21狙撃銃を使用した。8か月間で109名の射殺を記録。本国帰還後はジョージア州フォート・ベニングで射撃教官を務めた。1970年に退役。
ウォルドロンは殊勲十字章を2度授与されたほか、銀星章、銅星章、大統領部隊感状を与えられた。